# 梅本隆
梅本隆（うめもと たかし、1956年9月22日 - ）は、日本の写真家。

## 略歴
- 1956年9月22日　奈良県御所市で生まれる
- 1975年3月　奈良県立畝傍高校　卒業
- 1979年3月　大阪芸術大学写真学科　卒業
- 1979年3月　株式会社ナニワ商会　入社
- 1992年1月　株式会社ナニワ商会　退社

以後、写真店、カメラのバンビを営業しながら、フリーランスの写真家として、奥吉野地方の撮影を続け、東京、大阪、京都、奈良等、各地で写真展を開催し、作品を発表している。
2024年より、生まれ故郷・御所市の撮影に取り組む。
- 公益社団法人　日本写真家協会(JPS)会員
- 奈良県美術展覧会（県展）審査員
- 香芝市美術展覧会、審査員
- 御所市観光フォトコンテスト、審査員
- ネイチャーフォトクラブ「一会」主宰
- 寧楽フォトクラブ講師

## 写真展
- 1994年　富士フィルムフォトサロン大阪にて、写真展「奥吉野～森の息吹」開催
- 1994年　富士フィルムフォトサロン東京にて、写真展「奥吉野～森の息吹」開催
- 1998年　富士フィルムフォトサロン大阪にて、写真展「奥吉野～樹々の移ろい」開催
- 1999年　心斎橋ナニワフォトギャラリーにて、写真展「森想う時」開催
- 2001年　東京新宿ペンタックスフォーラムにて、写真展「奥吉野～山河悠久」開催
- 2002年　富士フィルムフォトサロン大阪にて、写真展「奥吉野～深山幽谷」開催
- 2012年　奈良県五條市立文化博物館にて、台風12号災害復興応援写真展　「大塔・西吉野～大地の祈り」開催
- 2012年　奈良県天川村村立資料館にて、写真展「元気です天川村～森の水音」開催
- 2016年　リコーイメージング新宿（ペンタックスフォーラム）にて、写真展「奥吉野～自然崇拝」開催
- 2016年　富士フィルムフォトサロン大阪にて、写真展「奥吉野～自然崇拝」開催
- 2016年　ラボ京都ギャラリーにて、写真展「奥吉野～自然崇拝」開催
- 2018年　葛城市ギャラリー「ら・しい」にて、写真展「奥吉野～自然崇拝2018～」開催
- 2019年　葛城市ギャラリー「ら・しい」にて、写真展「天空の國　野迫川村」開催
- 2020年　リコーイメージングスクエア大阪にて、写真展「天空の國　野迫川村」開催
- 2024年　御所市アザレアホールにて、「三人三様・御所」写真展（六田知弘、杉本洋之と共催）

## 写真集
- 2001年　写真集「奥吉野～山河悠久」　出版芸術社より出版
- 2016年　写真集「奥吉野～自然崇拝[1]」　光村推古書院より出版